# Gran Bosco di Salbertrand
Gran Bosco di Salbertrand este o arie protejată (arie specială de conservare — SAC, sit de importanță comunitară — SCI) din Italia întinsă pe o suprafață de 3.712 ha, integral pe uscat.

## Localizare
Centrul sitului Gran Bosco di Salbertrand este situat la coordonatele 45°03′29″N 6°55′20″E / 45.0581°N 6.9222°E.

## Înființare
Situl Gran Bosco di Salbertrand a fost declarat sit de importanță comunitară în septembrie 1995 pentru a proteja 43 de specii de animale. Situl a fost protejat și ca arie specială de conservare în noiembrie 2017.

## Biodiversitate
Situată în ecoregiunea alpină, aria protejată conține 20 de habitate naturale: Râuri de munte și vegetația erbacee de pe malurile acestora, Izvoare petrifiante cu formare de travertin (Cratoneurion), Păduri alpine de Larix decidua și/sau Pinus cembra, Mlaștini alcaline, Grohotișuri calcaroase și de șisturi calcaroase de la nivelul montan până la nivelul alpin (Thlaspietea rotundifolii), Tufărișuri subarctice cu Salix spp., Fânețe montane, Fânețe de joasă altitudine (Alopecurus pratensis, Sanguisorba officinalis), Pajiști alpine și subalpine calcaroase, Ape puternic oligomezotrofe cu vegetație bentonică cu Chara spp., Păduri acidofile de Picea de la nivel montan la nivel alpin (Vaccinio-Piceetea), Lacuri și iazuri distrofice naturale, Păduri de fag Asperulo-Fagetum, Pante stâncoase calcaroase cu vegetație casmofită, Liziere de ierburi înalte hidrofile de câmpie și de nivel montan până la alpin, Formațiuni de Juniperus communis pe lande sau pajiști calcaroase, Păduri aluvionare cu Alnus glutinosa și Fraxinus excelsior (Alno-Padion, Alnion incanae, Salicion albae), Păduri pe pante, grohotișuri și ravene de Tilio-Acerion, Pajiști alpine și boreale, Pajiști carstice calcaroase sau bazofile, de Alysso-Sedion albi.
La baza desemnării sitului se află mai multe specii protejate:
- păsări (40): minunița (Aegolius funereus), vulturul negru (Aegypius monachus), pescăruș albastru (Alcedo atthis), potârnichea de stâncă (Alectoris graeca saxatilis), fâsă-de-câmp (Anthus campestris), acvilă de munte (Aquila chrysaetos), egretă mare (Ardea alba), stârc roșu (Ardea purpurea), stârc galben (Ardeola ralloides), buha (Bubo bubo), caprimulg (Caprimulgus europaeus), chirichița cu obraz alb (Chlidonias hybrida), barză albă (Ciconia ciconia), șerpar (Circaetus gallicus), erete de stuf (Circus aeruginosus), erete vânăt (Circus cyaneus), erete cenușiu (Circus pygargus), ciocănitoare neagră (Dryocopus martius), egretă mică (Egretta garzetta), presură de grădină (Emberiza hortulana), Eudromias morinellus, șoim călător (Falco peregrinus), vânturel de seară (Falco vespertinus), ciuvică (Glaucidium passerinum), cocor (Grus grus), zăgan (Gypaetus barbatus), vulturul pleșuv sur (Gyps fulvus), piciorong (Himantopus himantopus), Lagopus muta helvetica, sfrâncioc roșiatic (Lanius collurio), sitar de mal nordic (Limosa lapponica), ciocârlie de pădure (Lullula arborea), Lyrurus tetrix tetrix, gaia neagră (Milvus migrans), gaia roșie (Milvus milvus), vultur pescar (Pandion haliaetus), viespar (Pernis apivorus), Pyrrhocorax pyrrhocorax, Sylvia sarda, fluierar de mlaștină (Tringa glareola)
- mamifere (1): lupul (Canis lupus)
- nevertebrate (2): fluturele auriu (Euphydryas aurinia), Euplagia quadripunctaria

Pe lângă speciile protejate, pe teritoriul sitului au mai fost identificate 20 de specii de plante, 17 specii de păsări, 3 specii de amfibieni, 16 specii de mamifere, 6 specii de nevertebrate, 5 specii de reptile.